# Nikolai Alexandrowitsch Schochin
Nikolai Alexandrowitsch Schochin (russisch Николай Александрович Шохин; * 23. Augustjul. / 4. September 1819greg.; † 7. Dezemberjul. / 19. Dezember 1895greg. in Moskau) war ein russischer Architekt, Restaurator und Mäzen.

## Leben
Schochin studierte 1832–1840 an der Architekturschule des Moskauer Hofamtes mit Abschluss als Architekturassistent 3. Klasse. Darauf trat er in den Dienst des Moskauer Hofamtes und arbeitete dort bis 1885, wobei er zum Oberarchitekten und Chef des Zeichensaals aufstieg. Für seine frühen Arbeiten erhielt er allerhöchste Auszeichnungen und wertvolle Geschenke. Daneben lehrte er an der Architekturschule des Moskauer Hofamtes. Auf seine Initiative wurde am Polytechnischen Museum eine Architekturabteilung eröffnet, die er 23 Jahre lang leitete.
Zusätzlich war Schochin Sekretär des Pretschistenka-Kuratoriums für die Armen und Architekt des Findelhauses und des Alexander-Waisenkadettenkorps. Er war Ehrenmitglied des Moskauer Rates für Kinderheime und der Brüderlichen Gesellschaft für den Bau von Wohnungen für Arme, in deren Auftrag er eine Reihe von Projekten auch mit eigenen Mitteln durchführte. Da er unverheiratet blieb, gab er den größten Teil seiner Einkünfte für wohltätige Zwecke aus. Auch Nadeschda Trubezkaja unterstützte diese Arbeit.
Schochins Restaurierungsprojekte betrafen im Kreml den Lustpalast, den Dreifaltigkeitsturm, den Facettenpalast und den Kleinen Nikolaus-Palast neben dem Tschudow-Kloster (beide 1929–1930 abgerissen) nahe dem Erlöserturm sowie in Kolomenskoje die Christi-Himmelfahrt-Kirche. Am Neubau des Großen Kremlpalasts war er beteiligt. In den 1850er Jahren baute er das Petrowsker Palais um und auch das Odojewski-Haus (1853). An den Bauten und Gebäudeanpassungen für die Inthronisation Alexanders II. 1856 war Schochin beteiligt.

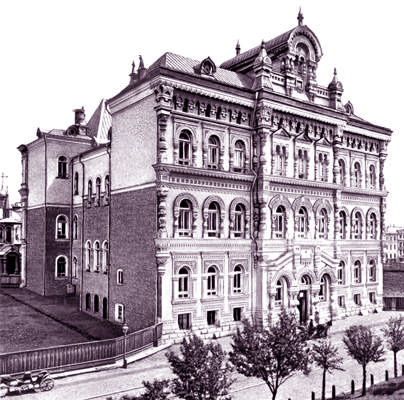
Polytechnisches Museum (Zentralteil)

Schochin wurde freies Ehrenmitglied der Kaiserlichen Akademie der Künste (1864), und er wurde zum Wirklichen Staatsrat (IV. Rangklasse) ernannt. 1867 gründete er mit anderen die Moskauer Architekturgesellschaft, deren Vorsitzender er 1872–1875 war.
Schochin baute die Peter-und-Paul-Kirche in Ljublino (1872) und den zentralen Teil des Polytechnischen Museums (1877), dessen Fassade von Ippolit Monighetti gestaltet wurde. 1882 baute er ein Heimgebäude und 1883 unter der Leitung August Webers den Südflügel des Polytechnischen Museums. An den Bauten und Gebäudeanpassungen für die Inthronisation Alexanders III. 1883 war Schochin wieder beteiligt. Für seine Bauten benutzte Schochin den klassizistischen Stil und auch den neurussischen Stil.
Schochin veröffentlichte schließlich ausführliche Berichte über seine wichtigsten Arbeiten.
Schochin wurde auf dem Dorogomilowsker Friedhof begraben. Bei der Auflösung dieses Friedhofs 1940 wurden seine sterblichen Überreste auf den Friedhof Wostrjakowo überführt. Schochins Brüder Dmitri und Fjodor waren ebenfalls Architekten.